# Read My Mind
"Read My Mind" é uma música composta e tocada pela banda norte-americana  de rock The Killers. É a sexta faixa de seu segundo álbum, intitulado Sam's Town, e o terceiro single do mesmo. Em uma entrevista à uma estação de rádio de Chicago, o vocalista da banda, Brandon Flowers, disse que "Read My Mind" é a melhor música que eles já escreveram. Neil Tennant e Chris Lowe, os Pet Shop Boys, assistiram a banda em um concerto no Brixton Academy, onde a ideia de um remix passou a ser discutida por ambas as partes. O resultado foi o "Pet Shop Boys Stars Are Blazing Mix", com vocais adicionais de Tennant e Lowe, que é um dos lados B do single, além de fazer parte do álbum Disco Four do Pet Shop Boys. O videoclipe de "Read My Mind" foi filmado em Tóquio (capital do Japão).
Em 2009, a canção ficou na 79ª posição da lista das 100 Melhores Canções da Absolute Radio.

## Versões e faixas
Vinil 7" Britânico 
1. "Read My Mind" – 4:03
2. "Read My Mind" (Steve Bays Remix) - 3:30

CD Britânico 
1. "Read My Mind" – 4:03
2. "Read My Mind" (Pet Shop Boys Stars Are Blazing Mix) (Edit) - 4:02

 CD Americano 
1. "Read My Mind" (Pet Shop Boys Stars Are Blazing Mix) - 7:19
2. "Read My Mind" (Steve Bays Remix) - 3:30
3. "Read My Mind" (Like Rebel Diamonds Mix) - 4:11

CD Alemão 
1. "Read My Mind" (Album Version) - 4:03
2. "Read My Mind" (Pet Shop Boys Radio Edit) - 4:02
3. "Read My Mind" (Pet Shop Boys Instrumental) - 7:21
4. "Read My Mind" (Video)

 CD Britânico 
1. "Read My Mind" (Pet Shop Boys Radio Edit) - 4:02
2. "Read My Mind" (Gabriel & Dresden Radio Edit) - 4:43
3. "Read My Mind" (Linus Loves Radio Edit) - 4:32
4. "Read My Mind" (Steve Bays Remix) - 3:29
5. "Read My Mind" (Pet Shop Boys 'Stars Are Blazing' Mix) - 7:19
6. "Read My Mind" (Gabriel & Dresden Unplugged Mix) - 10:24
7. "Read My Mind" (Linus Loves Club Mix) - 7:25
8. "Read My Mind" (Pet Shop Boys 'Stars Are Blazing' Instrumental) - 7:21
9. "Read My Mind" (Gabriel & Dresden Unplugged Instrumental) - 9:55
10. "Read My Mind" (Linus Loves Dub) - 6:20

- US remix promo CD

## Paradas musicais
| Paradas (2007)                                 | Melhor posição |
| ---------------------------------------------- | -------------- |
| Austrália (ARIA Charts)                        | 32             |
| Irlanda (Irish Singles Chart)                  | 18             |
| Itália (FIMI)                                  | 32             |
| Nova Zelândia (RIANZ)                          | 20             |
| Reino Unido (UK Singles Chart)                 | 15             |
| Estados Unidos (Billboard Hot 100)             | 62             |
| Estados Unidos (Billboard Modern Rock Tracks)  | 8              |
| Estados Unidos (Billboard Hot Dance Club Play) | 1              |
| Estados Unidos (Billboard Hot Dance Airplay)   | 1              |

## Chamada ER
A Warner Channel recentemente produziu a melhor chamada para a série E.R. com a música "Read my Mind". Na chamada são mostradas cenas dos atores que já passaram pela série e dos atuais com grande desta destaque para Abby Lockhart (Maura Tierney) e Luka Kovac (Goran Visnjc). São mostradas cenas desde a 7ª temporada até a 14ª.[carece de fontes?]